# Maromitety
Maromitety est une commune rurale malgache située dans la partie sud-est de la région d'Analanjirofo.